# São Francisco de Assis do Piauí
São Francisco de Assis do Piauí est une municipalité brésilienne située dans l'État du Piauí.